# Texas Hold 'em
Texas Hold 'em е вариант на играта на карти покер. Texas Hold 'em е една от най-популярните игри на покер. Има доста покер турнири, на които се играе, като най-големият от тях е Световните покер серии, който се провежда в Rio All Suite Hotel and Casino в Лас Вегас, САЩ.

## Правила

### Hold 'em
Hold 'em като цяло обединява всички онези варианти на покер, при които има 5 отворени карти, сложени по средата на масата, които са общи карти и могат да бъдат използвани от всеки играч заедно с тези в ръката му, за образуване на неговата съответна комбинация.
В казината освен Texas Hold ’em се предлага Omaha като друг вариант на Hold ’em. Доста често Texas Hold’em се нарича накратко Hold ’em, но по този начин много лесно може да се сбърка с Omaha.

### Карти
Texas Hold ’em се играе с едно тесте от 52 карти. В играта могат да участват от двама до единадесет играчи.
Картите за покер са малко по широки от обикновените карти за бридж.
Забележка: Понеже се играе с едно тесте от 52 карти, теоретически могат да играят 22-ма играчи, дори 23, ако не се заделят настрана т.нар. изгорени карти. Texas Hold ’em обикновено се играе от малки групи – до 9 души.

### Раздаващ картите
Преди началото на първото раздаване картите се разбъркват и цепят от крупието, след което всеки играч получава по една обърната карта. Играчът, който има най-голямата карта, получава жетона „Dealer“ и се счита за раздаващ. Ако има двама или повече играчи с еднакви карти, се раздава по още една карта, на съответните играчи, този с по-високата е дилър.
Забележка: При Texas Hold 'em, както и при всички останали варианти на покер, цветът на картите няма никакво значение за изхода от ръката.
Ролята на раздаващия се сменя по посока на часовниковата стрелка. В казината тази смяна е фиктивна. Там крупието дава жетона „Раздаващ“ на следващия играч.

### Блайндове
Играчът от лявата страна на „раздаващия“ е т.нар. малък блайнд (Small Blind). Той е длъжен да заложи предварително определена сума (примерно 5 лв.). Неговият съсед е големия блайнд (Big Blind). Той трябва да заложи сума 2 пъти по-голяма от тази на малкия блайнд (10 лв.). Друга възможност е всеки играч на масата да заплаща определена сума (Ante), за да може да участва в раздаването. При Hold 'em игрите е прието да се играе с блайндове.
Играчът, който е малкия блайнд, получава първата карта от раздаването.

#### Особени правила за Heads-up
Когато има само двама играча на масата (Heads-up), както е при World Series of Poker (Линк Архив на оригинала от 2007-03-20 в Wayback Machine.), малкия блайнд е играча, които „раздава“ картите, а другия е големия блайнд. Логичното продължение се променя, за да не е винаги един и същи играч през всички 4 рунда на залагане по време на едно раздаване.
Тези правила имат значение само за покер турнирите, защото игрите със залагане рядко се играят само от двама играчи.

### Hole Card и първи рунд на залагане
Всеки играч получава в началото на раздаването по 2 „скрити“ карти (Hole Cards). Играчът от ляво на големия блайнд има правото да заложи пръв, като по този начин започва първия рунд на залагане. Той има 3 възможности:
- да плати сумата на големия блайнд (Call)
- да увеличи залога (raise)
- да се откаже (fold)

Същото се отнася и за останалите играчи.
Даден играч не може да увеличава залога си в един рунд на залагане, освен в случаите, когато друг играч е покачил залога. Примерно когато един играч започне рунда със залог или покачване на залога и всички останали играчи платят и не покачат залога или се откажат, тогава рунда е приключен и този играч не може повече да покачва залога.

#### Ограничаване на залога
При Texas Hold 'em има 3 варианта на ограничаване на залога:
- Без ограничение (No Limit): Има само минимум на залога. При този вариант е прието големината на минималния залог да е равна на големината предходното увеличаване на залога (примерно: големината на големия блайнд или, ако залога не е бил увеличен, размера на предходния). Максималния залог, който даден играч може да направи е ограничен единствено от неговия капитал.
- Pot limit: Максималния залог не може да надхвърли размера на сумата, която вече е заложена от всички играчи взети заедно.
- Split limit (или Fixed limit): През първите 2 рунда на залагане размера на залога не може да надхвърли т.нар. малък лимит. Ако малкия блайнд е 5 лв., а големия – 10 лв., тогава ниския лимит е 10 лв., а високия – 20 лв. през всеки рунд на залагане, залога може да бъде увеличен не повече от 3 пъти, т.е. ако един играч започне със залог (Bet), които е увеличен от друг играч (Raise) и от трети (Reraise), залога приключва с едно последно покачване (Cap). Ако са останали само двама играчи на масата, един рунд на залагане може да продължи докато някой от играчите не плати залога на другия (Call) или не се откаже (Fold).

При No Limit и Pot Limit няма ограничение на броя на увеличаване на залога на рунд.
В казината принципно не се играе с пари в брой, а със специални покер жетони.

### Flop и втори рунд на залагане
След края на първия рунд на залагане, крупието слага 3 отворени карти на масата (Flop), след което следва втория рунд на залагане. Играчът на първа позиция или този от ляво на „раздаващия“, т.е. малкия блайнд, залага първи през този и всички следващи рундове.
От този рунд първия играч може да не заложи (Check) и да изчака. Ако първия играч не заложи, тогава този след него може също да изчака и т.н.
Заложи ли (Bet) един играч, оттук нататък тези след него имат една от три възможности:
- да плати всички залози до момента (Call)
- да увеличи залога (raise)
- да се откаже (fold)

Ако няколко играчи са заложили, рундът продължава докато:
- всички играчи платят (ръката продължава с трети рунд)
- всички се откажат (ръката се печели от последния останал играч)

### Turn Card и трети рунд на залагане
Преди третия рунд на залагане се слага четвърта отворена карта (Turn Card) в средата на масата. Ако се играе със Split Limit от сега нататък важи високия лимит.

### River Card и последен рунд на залагане
Сега се слага петата отворена карта (River Card) на масата и следва последния рунд на залагане.
След обръщането на последната пета карта играчите трябва да проверят своите комбинации. Те са подредени по следния начин:
- Висока карта (най-слабо)
- Чифт
- Два чифта
- Три еднакви
- Стрейт (пет поредни)
- Флъш (пет от една боя)
- Фул Хаус(чифт и три еднакви)
- Каре(четири еднакви)
- Стрейт Флъш (5 поредни от една боя)

### Показване на картите
След последния рунд на залагане всеки играч показва своята комбинация от 5 карти от двете карти в ръцете си с отворените пет карти на масата (Showdown). Шестата и седмата карта са без значение при определяне на победителя. Играч, който:
- през последния рунд последен е увеличил (raise) залога, или
- ако никой не е увеличил залога, този, който пръв е заложил (bet), или
- ако никой не е заложил, този, който се намира на първа позиция, трябва да покаже напълно своята комбинация.

Всички останали играчи могат един след друг да си покажат картите.
Ако един играч иска да играе само с петте карти на масата, трябва да съобщи това предварително, за да не си помислят останалите, че се отказва от играта, като си остави картите на страна.
Играчът, чиято комбинация е най-висока печели ръката, както и всички залози. В случай, че двама играчи имат еднакви по сила комбинации, тогава залозите се разделят между двамата.
Естествено раздаването може да бъде спечелено и в по-ранен стадий, ако всички играчи с изключение на един се откажат.

### Burn Cards
Преди крупието да сложи първите 3 карти (Flop Cards), съответно четвъртата (Turn Card) и петата (River Card), на масата, слага една закрита карта настрана (т.нар. Burn Card).
Смисъла на това е, да не би някой от играчите, поради несъобразяване на крупието, да разпознае картата и по този начин да има предимство пред другите играчи.

### Игрален капитал
За да може един играч да участва в играта, трябва преди да седне да има известен начален игрален капитал (според горните примери 200 лв.).
Игралния капитал на даден играч трябва да е сложен пред него на масата и да е видим за останалите играчи. Играчът няма право да крие жетони преди да е станал от масата.
Един играч може да закупува нови жетони единствено между две игри. Няма право да добавя жетони към игралния си капитал докато е в играта.

## Вероятности
Таблицата по-долу показва каква е вероятността да Ви се падне дадена ръка при игра на тексас холдем покер:
|    | Раздадени карти                         | Шанс в % | Шанс срещу ръката |
| 1  | Чифт                                    | 5,88%    | 16-1              |
| 2  | 2 карти от една боя                     | 23,53%   | 3.25-1            |
| 3  | 2 последователни карти от една боя      | 2,11%    | 46.4-1            |
| 4  | 2 последователни карти от различни бои  | 6,33%    | 14.8-1            |
| 5  | Асо и поп от една боя                   | 0,30%    | 331-1             |
| 6  | Асо и поп от различни бои               | 0,90%    | 110-1             |
| 7  | Асо и дама от еднаква боя               | 0,60%    | 165-1             |
| 8  | Асо и вале от еднаква боя               | 0,60%    | 165-1             |
| 9  | Асо и дама от различни бои              | 1,81%    | 54.4-1            |
| 10 | Асо и вале от различни бои              | 1,81%    | 54.4-1            |
| 11 | Асо и 10, или по-малко, от една боя     | 2,71%    | 11.3-1            |
| 12 | Асо и 10, или по-малко, от различни бои | 8,14%    | 11.3-1            |
| 13 | Малък чифт (две 5-ци – две 2-ки)        | 1,81%    | 54.3-1            |
| 14 | Среден чифт (две 10-ки – две 6-ци)      | 2,26%    | 43.2-1            |
| 15 | Голям чифт (два попа, дами, валета)     | 1,36%    | 72.7-1            |
| 16 | Чифт аса                                | 0,45%    | 220-1             |

## Други известни видове покер
- Слот Покер (игралните автомати)
- Карибски покер (вриант на Стъд Покер)
- Омаха Холд'ем покер
- Покер Жокер (с 3 жокера)
- Razz покер
- Стъд покер
- Китайски покер
- Чикаго
- Роял Покер (използват се картите от 2 до А играе се с 2 карти)